# Lukas Irmler
Lukas Irmler (* 1988 in Dachau) ist ein deutscher Slackliner. Er hat sich besonders auf das Highlinen, also das Slacklinen in großer Höhe, spezialisiert. Er tritt seit 2010 als Artist und Showact, sowie als Vortragsredner weltweit auf.

## Werdegang

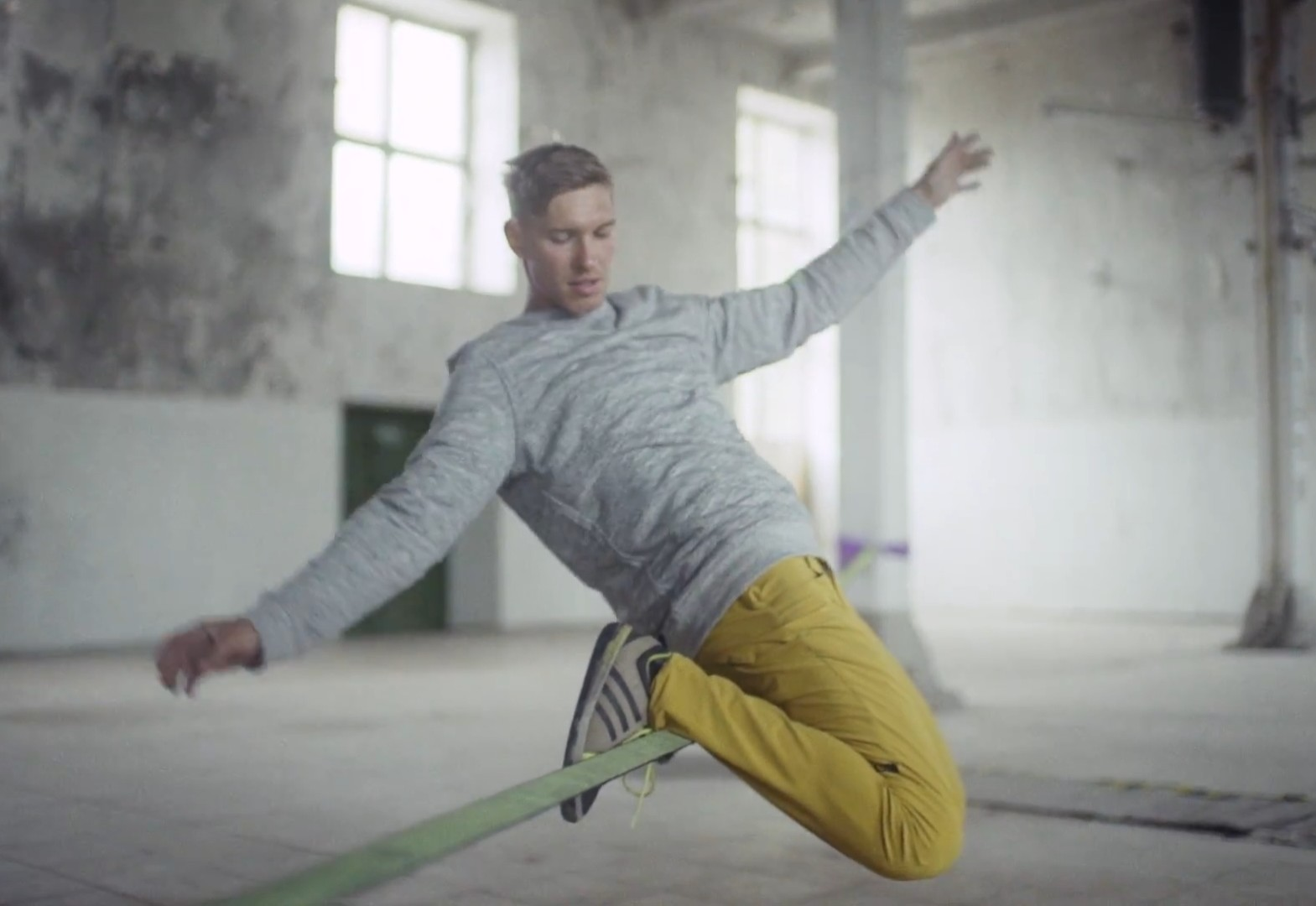
Lukas Irmler beim Slackline

Die längste Highline Begehung gelang Irmler 2021 in Lappland auf einer 2130 m langen Slackline nahe dem Nationalpark Abisko. 2019 stellte Irmler den absoluten Längenrekord im Slacklinen auf. Er überquerte dazu eine fast 2000 m lange Highline in Asbestos, Kanada. Außerdem gelang ihm 2019 die längste Distanz mit Augenbinde, indem er eine knapp 1 km lange Highline in Russland überquerte. Zwischen 2010 und 2013 stellte Irmler mehrere Weltrekorde in der Disziplin Longline auf und steigerte dabei den Rekord von 233 m auf bis zu 425 m. Im Jahre 2014 überquerte er zusammen mit seinem österreichischen Kollegen Reinhard Kleindl die Victoriafälle in Zimbabwe auf einer Slackline.
Irmler erarbeitete sich auch verschiedene Weltrekorde auf der Highline. 2012 erhielt er einen Eintrag im Guinness-Buch der Rekorde für die meisten „Korean Buttbounces“ in einer Minute. Im gleichen Jahr schaffte er die längste Highline in einer Stadt. Im Jahre 2013 beging Irmler auf 5222 m Höhe über Meer am Yanapaccha in Peru die bis dahin höchstgelegene Highline der Welt. Ebenfalls 2013 vollzog Irmler als weltweit Erster den „Luke-Skywalker-Trick“ auf der Highline, der jahrzehntelang als  nicht machbar galt.
Seit 2014 hält Irmler Vorträge sowohl über seine Reisen als auch über Themen wie Angstbewältigung, Risikomanagement, Motivation und Inspiration.

## Weltrekorde
| Datum          | Ort              | Leistung                          | Quelle |
| -------------- | ---------------- | --------------------------------- | ------ |
| 4. - 6. 7.2021 | Abisko, Schweden | Längste Highline - 2,130 metre(s) | [ 11 ] |